# Ceromya unicolor
Ceromya unicolor är en tvåvingeart som först beskrevs av Aldrich 1934.  Ceromya unicolor ingår i släktet Ceromya och familjen parasitflugor. Inga underarter finns listade i Catalogue of Life.